# 白衣観音

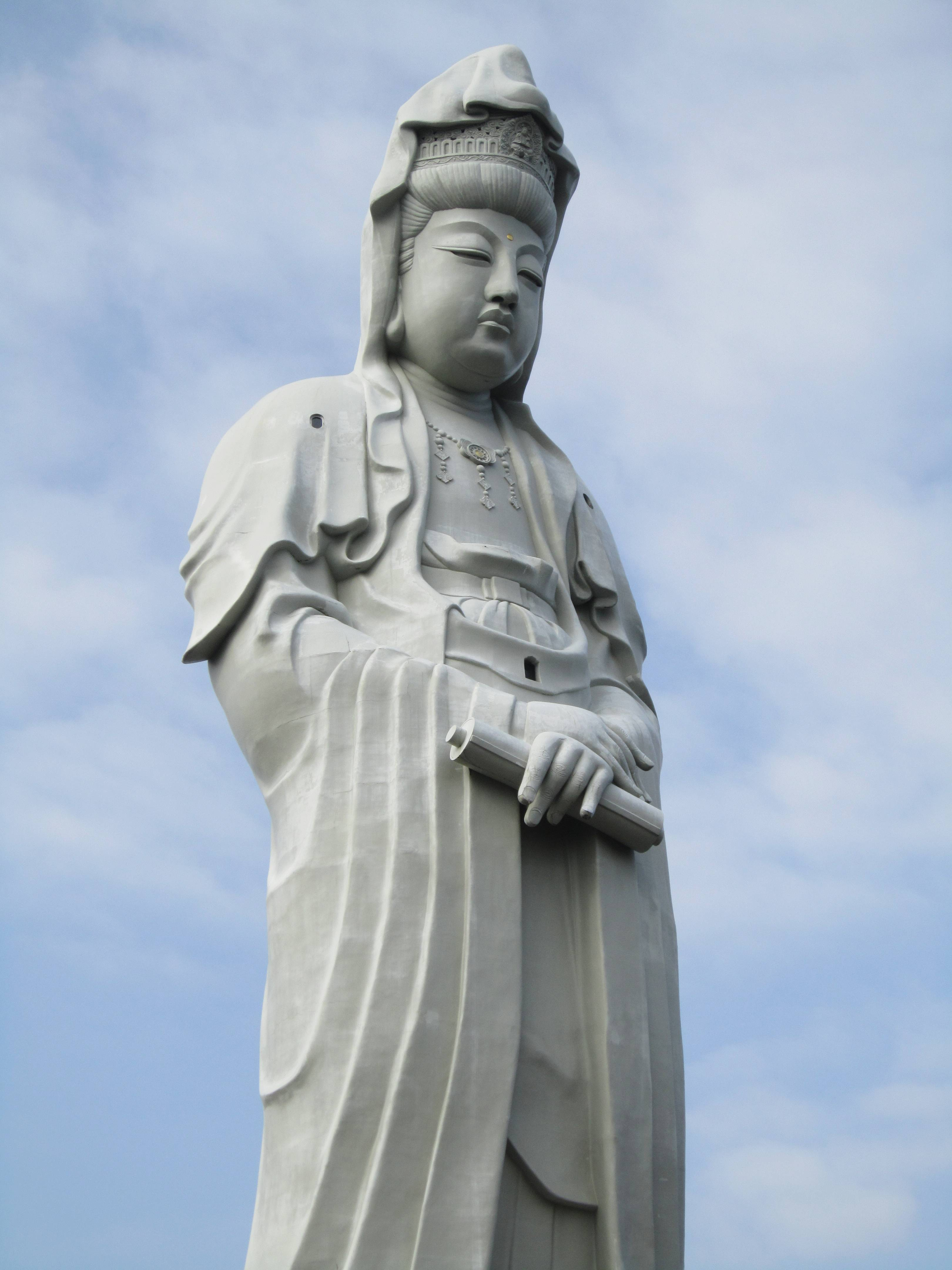
高崎白衣大観音

白衣観音（びゃくえかんのん、びゃくいかんのん）は、梵語にパーンダラヴァーシニー（Pāṇḍara vāsinī）といい、日本や中国では、三十三観音の一人に数えられる観音菩薩。また、大白衣観音、白衣観自在母、白処、白衣母、白衣明妃とも称され、密教の『胎蔵界曼荼羅』には蓮華部に白処尊菩薩の名前でも登場する。
古くからインドで崇拝されていたとされ、仏教に取り入れられてからは阿弥陀如来の明妃となり、観音菩薩の母とも仰がれて、その後、観音菩薩の主尊として信仰されるようになった。

## 概説
形象は曼荼羅に描かれたものと、現在一般的に見られる高崎観音などの立像の姿の2つの形に分けられる。日本の『胎蔵界曼荼羅』に描かれる白衣観音像は、1面2臂の像で蓮華座の上に座り、右手は与願印で、左手に蓮華を持つ形となっている。
現在、一般的に見られる立像の形式は、中国で成立したものとされ、1面2臂で頭から白い布をかぶり白い衣を着る姿につくられる。なお、白衣（びゃくえ）とは、僧が着る袈裟や法衣（糞掃衣）ではなく、在家の着る白い衣のことである。